# جون باتيست تشارلز لوكاس
جون باتيست تشارلز لوكاس (بالإنجليزية: John Baptiste Charles Lucas)‏ (و. 1758 – 1842 م)هو سياسي، ومحامي، وقاضي من الولايات المتحدة الأمريكية، فرنسا . تولى منصب عضو مجلس نواب بنسلفانيا .